# Adon iz Viennea
Sveti Adon iz Viennea (Adon, Ado, Adonis, grofovija Gâtinais, Burgundija 799. – Vienne, 16. prosinca 874. ili 875.), bio je srednjovjekovni francuski benediktinski redovnik, biskup i kroničar.

## Životopis
Adon je rođen u plemićkoj obitelji. Školovao se kod benediktinaca, kojima se kasnije i pridružio. Djelovao je kao predavač teoloških predmeta u opatiji Prümu nedaleko Triera. Nekoliko godina boravio je u Rimu i Ravenni, gdje pronalazi stari Rimski martirologij, na temelju kojeg 858. godine sastavlja vlastiti. 860. godine postaje biskupom u Vienneu. Umro je 16. prosinca 874. ili 875. To je i nadnevak njegova štovanja u Katoličkoj Crkvi. Ikonografski se prikazuje kao redovnik sa spisima.
Bio je poznat po svojoj skromnosti i poniznosti. Uspješno se suprotstavio kralju Lotaru II. Lotarinškom kad je ovaj pokušao podmititi papinske poslanike da bi mu potvrdili poništenje braka sa suprugom Teutbergom.

## Djela
Njegovo najvažnije djelo je Kronika ili kratak pregled događaja šest doba svijeta od Adama do 869. (Chronicon sive Breviarium chronicarum de sex mundi aetatibus ab Adamo usque ad a. 869.), koje je bilo objavljeno 1512. godine.

## Vanjske poveznice
Mrežna mjesta
- (lat.) Ado Viennensis Archiepiscopus, djela Adona iz Vienne na portalu Documenta Catholica Omnia